# Fibrocyte
 (janvier 2024).
Si vous disposez d'ouvrages ou d'articles de référence ou si vous connaissez des sites web de qualité traitant du thème abordé ici, merci de compléter l'article en donnant les références utiles à sa vérifiabilité et en les liant à la section « Notes et références ».
En médecine, un fibrocyte est un fibroblaste au repos, dit quiescent, que l'on trouve notamment au niveau de la cornée et des tendons.
Le fibrocyte peut être provisoirement ou définitivement au repos, on y retrouve les mêmes organites que dans les fibroblastes. En revanche le fibrocyte possède un noyau condensé, c'est-à-dire que le matériel est sous la forme d'hétérochromatine, peu traduite, et possède une structure plus fusiforme (en fuseau) , les organites sont beaucoup moins impliqués dans la synthèse de protéines exportable. À noter que le fibrocyte peut passer à un état actif en devenant un fibroblaste, l'inverse est aussi vrai.